# Kaspar Hosch
Kaspar Hosch (* 9. Januar 1859 in Edelsbach bei Feldbach; † 23. Mai 1936 ebenda) war ein österreichischer Politiker der Christlichsozialen Partei (CSP).

## Ausbildung und Beruf
Nach dem Besuch der Volksschule wurde er Gastwirt in St. Veit ob Graz. Später war er Realitätenbesitzer.

## Politische Funktionen
- Obmann der Raiffeisenkasse in St. Veit bei Graz
- Abgeordneter zum Steiermärkischen Landtag

## Politische Mandate
- 4. März 1919 bis 9. November 1920: Mitglied der  Konstituierenden Nationalversammlung, CSP
- 10. November 1920 bis 27. November 1920: Mitglied des Nationalrates (I. Gesetzgebungsperiode), CSP
- 1. Dezember 1920 bis 21. Mai 1927: Mitglied des Bundesrates (I., II. und III. Gesetzgebungsperiode), CSP